# .an
.an е интернет домейн от първо ниво за Нидерландските Антили.
До разпадането на Нидерландските Антили през 2010 г. домейнът се поддържа от Университета на Нидерландските Антили. Впоследствие след разпада на Нидерландските Антили островите в него получават свои собствени домейни – .cw за Кюрасао, .sx за Синт Мартен и .bq за островите Бонер, Синт Еустациус и Саба (колективно Карибска Нидерландия), като понастоящем домейна .bq не се използва. През 2015 г. домейнът .an е официално изваден от употреба.